# Assedio
L'assedio è una situazione bellica in cui un esercito circonda e controlla gli accessi a una località, di solito fortificata, allo scopo di costringere i difensori alla resa o di conquistarla con la forza.
Chi mette in atto un assedio si pone lo scopo di isolare chi lo subisce in modo che questi non possa più avere comunicazioni con l'esterno e che non sia in grado di ricevere rifornimenti di cibo o di mezzi. Ciò avviene, solitamente, circondando l'obiettivo col proprio esercito.
Le prime notizie di assedi arrivano da fonti antichissime. Scavi archeologici in Medio Oriente hanno confermato che anche le città più antiche erano dotate di cinte murarie.
L'arte dell'assedio viene detta poliorcetica.

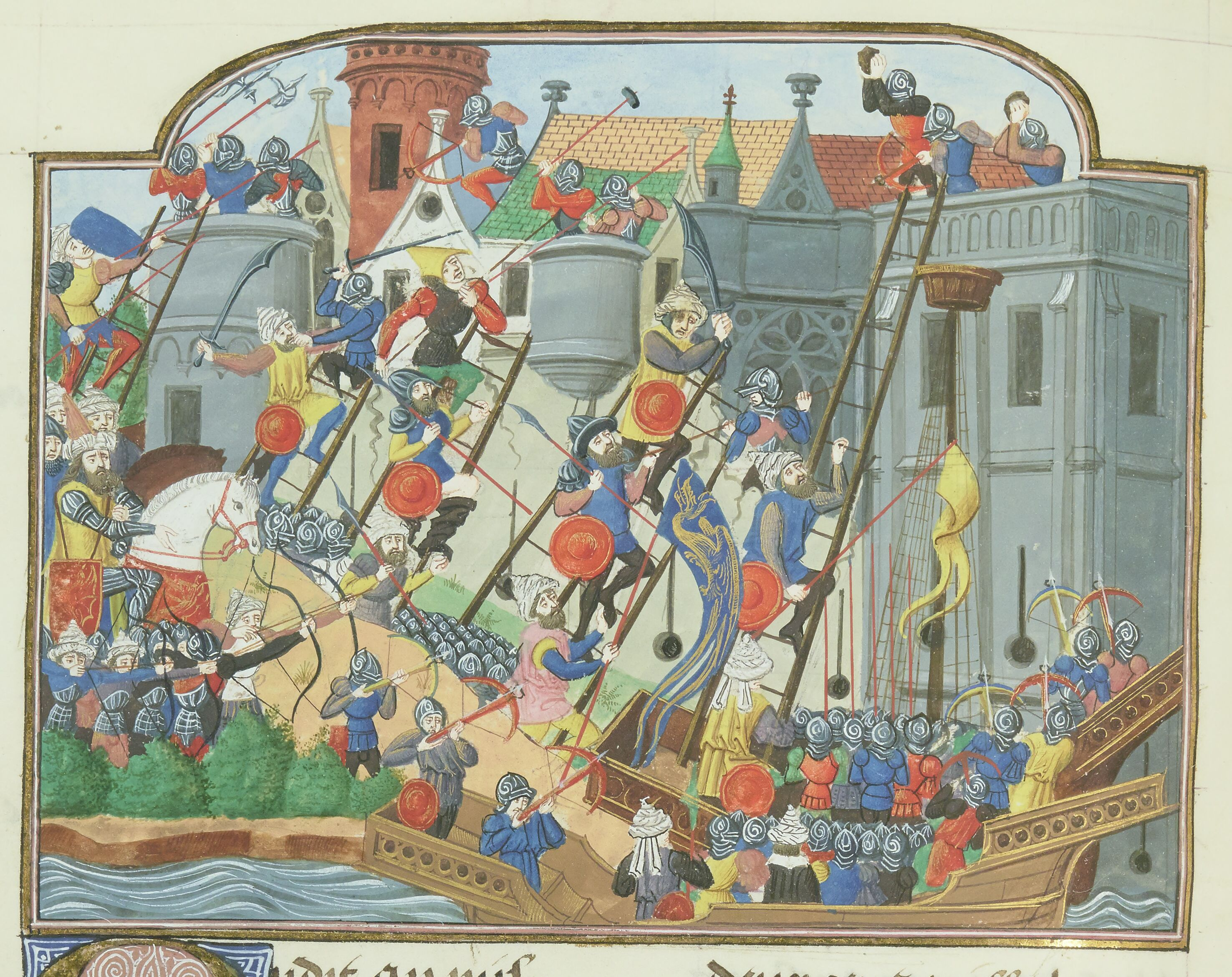
Assedio di Costantinopoli nel 1453

## Excursus storico

### Assedio in età antica e medievale
Sin dall'età arcaica, lo stato greco era fondato sull'interazione tra la πόλις (pólis, la città) e la χώρα (chóra, territorio esterno alla città che le fornisce i mezzi di sostentamento ed è sotto la sua amministrazione politica e giuridica). Sin dai tempi più antichi, quando due città entravano in guerra tra loro, l'obiettivo principale era conquistare il territorio della città rivale; si occupavano posizioni strategiche in modo da indurre il nemico invaso al negoziato o allo scontro in campo aperto. Una delle prime (Erodoto, VII, 165) modifiche alla tradizione fu apportata dal tiranno Terone che, durante le Guerre greco-puniche, nel 480 a.C. decise di contrastare l'attacco di Cartagine chiudendosi nella pólis di Himera rinunciando alla difesa della chóra ed alla battaglia in campo aperto sino all'arrivo degli alleati Siracusani. La città comunque, anche in quel frangente, non fu considerata come un luogo dove fare la guerra. Dopo assedi non approfonditamente descritti di Ateniesi e Spartani, dobbiamo aspettare l'assedio cartaginese della greca Selinunte del 409 a.C., per una dettagliata narrazione di un attacco diretto alle mura della città con torri di assedio ed arieti(Diodoro Siculo, XIII,54).
Nell'antichità, le mura erano un sistema di difesa essenziale, ed erano costruite con mattoni di fango, pietra, legno, o una combinazione di questi materiali secondo la disponibilità locale. L'imponenza delle mura era un simbolo della potenza del regno: avere una possente cinta muraria poteva servire da deterrente contro un tentativo d'assedio.
Le mura della città sumerica di Uruk, quelle di Babilonia e quelle costruite dagli Ittiti sono celebri per le loro dimensioni ciclopiche.
Nonostante qualche racconto, per lo più di natura mitologica, e qualche documento o raffigurazione, ben poche sono le notizie storiche a nostra disposizione.
Diversi assedi condotti dalla civiltà egizia sono testimoniati da raffigurazioni e da ritrovamenti archeologici. Si ha notizia di un assedio condotto, nel XIII secolo a.C., dall'esercito di Ramses II contro la città siriana di Dapur.
Gli Assiri assediarono diverse città mediorientali portando innovazioni nelle tecniche d'assedio. L'assedio assiro di Gerusalemme, nell'VIII secolo a.C., si concluse con la corruzione degli assedianti cui gli Israeliti versarono un tributo (secondo la versione assira) oppure con la conquista dell'accampamento assiro (secondo la fonte biblica).
La Bibbia narra anche della miracolosa caduta delle mura di Gerico. Fonti dell'VIII secolo a.C. narrano di diversi assedi condotti dai Nubiani in Egitto.
L'esercito macedone di Alessandro il Grande è stato impegnato in diversi assedî; celebre quello della fortezza chiamata "Rocca di Sogdiana" o Rocca di Ariamazes, considerata conquistabile solo da "soldati con le ali" ed espugnata nel 327 a.C. da una squadra di 300 rocciatori che poi, con delle lenzuola, fecero credere ai difensori di essere arrivati per via aerea.
In tutta l'epoca antica, si intendeva per assedio essenzialmente il blocco statico delle entrate e delle uscite di un luogo fortificato assediato. L'assedio si riduceva così ad una gara allo sfinimento dove i due eserciti erano separati dall'ostacolo invalicabile delle mura cittadine. Il blocco statico era l'unica alternativa per un esercito antico, come quello greco o romano composto da opliti o legionari tradizionalmente concepiti nell'ambito della battaglia in campo aperto.
L'investimento di una fortificazione e il tentativo di risolvere un assedio con la forza non erano però estranei alla mentalità degli antichi. Anzi, è proprio in epoca classica che si sviluppano i primi trattati di poliorcetica e vengono costruite le prime macchine concepite appositamente per investire le fortificazioni avversarie.

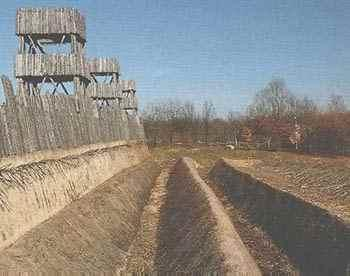
Ricostruzione delle fortificazioni poste in opera da Cesare durante l'assedio di Alesia

Nella Grecia e nella Roma antiche, le battaglie campali erano ritenute l'unica vera forma di guerra. Ciò nonostante, non si deve cadere nella tentazione di sottovalutare l'importanza che l'azione d'assedio poteva avere nel quadro bellico di quell'epoca. Annibale non riuscì a debellare la potenza di Roma perché, pur avendo sconfitto gli eserciti romani in campo aperto, era risultato incapace di bloccare la città di Roma. Di contro, gli eserciti della Roma repubblicana e imperiale erano particolarmente versati anche nella guerra d'assedio: la conquista della Gallia da parte di Giulio Cesare fu una serie di assedi che culminò con quello di Alesia che determinò la definitiva resa di Vercingetorige (52 a.C.).
Nel Medioevo, l'assedio costituisce una forma di guerra molto diffusa. Dopo una prima fase caratterizzata dalla prevalenza di assedi statici, vengono col tempo recuperati i trattati antichi e riprende la costruzione delle macchine d'assedio. Nel Medioevo si assiste ad un perfezionamento delle tecniche ossidionali; si può notare il miglioramento delle macchine utilizzate dagli antichi e l'invenzione di nuove, sempre più potenti ed efficaci, macchine in grado di lanciare grandi massi e di provocare grandi danni alle fortificazioni nemiche. Se infatti alcune macchine da guerra scomparvero, come le catapultae e le balistae di età classica, azionate mediante due fasci di fibre elastiche sottoposte a torsione, fin dal X secolo comparvero nuove armi. Inizialmente i mangani, costituiti da un affusto quadrangolare sul quale sta in bilico una grande trave che reca,  da un lato,  la sacca di una fionda destinata ad accogliere il proiettile,  e dall’altro i  cavi per la trazione manuale. Seguiti poi, nella seconda metà del XII secolo, dal trabucco, una grande macchina da getto a  bilanciere,  munita di contrappeso,  che conferiva nuove possibilità al vecchio mangano e  apriva prospettive di ulteriori perfezionamenti e, a partire dalla fine del Trecento, dalle bombarde e dalle altre armi da fuoco.
Nonostante tutti questi miglioramenti, spesso gli assedi si concludevano, come in passato, con un blocco statico attorno alla località assediata, dove gli assedianti, rinserrati in grandi accampamenti fortificati, le bastite, attendevano la resa del nemico.
Lo sviluppo delle armi e delle tecniche d'assedio è accompagnato da un analogo incremento delle fortificazioni e un miglioramento generale della loro resistenza ed efficacia difensiva. Ciò può essere dovuto anche al fatto che, dopo la caduta dell'Impero Romano, la difesa delle terre si sposta dai limes agli estremi confini dell'Impero, all'interno di ogni singolo territorio. Ne consegue il cosiddetto fenomeno dell'incastellamento, cioè il moltiplicarsi dei castelli e il concentrarsi su di essi degli sforzi difensivi ed offensivi.

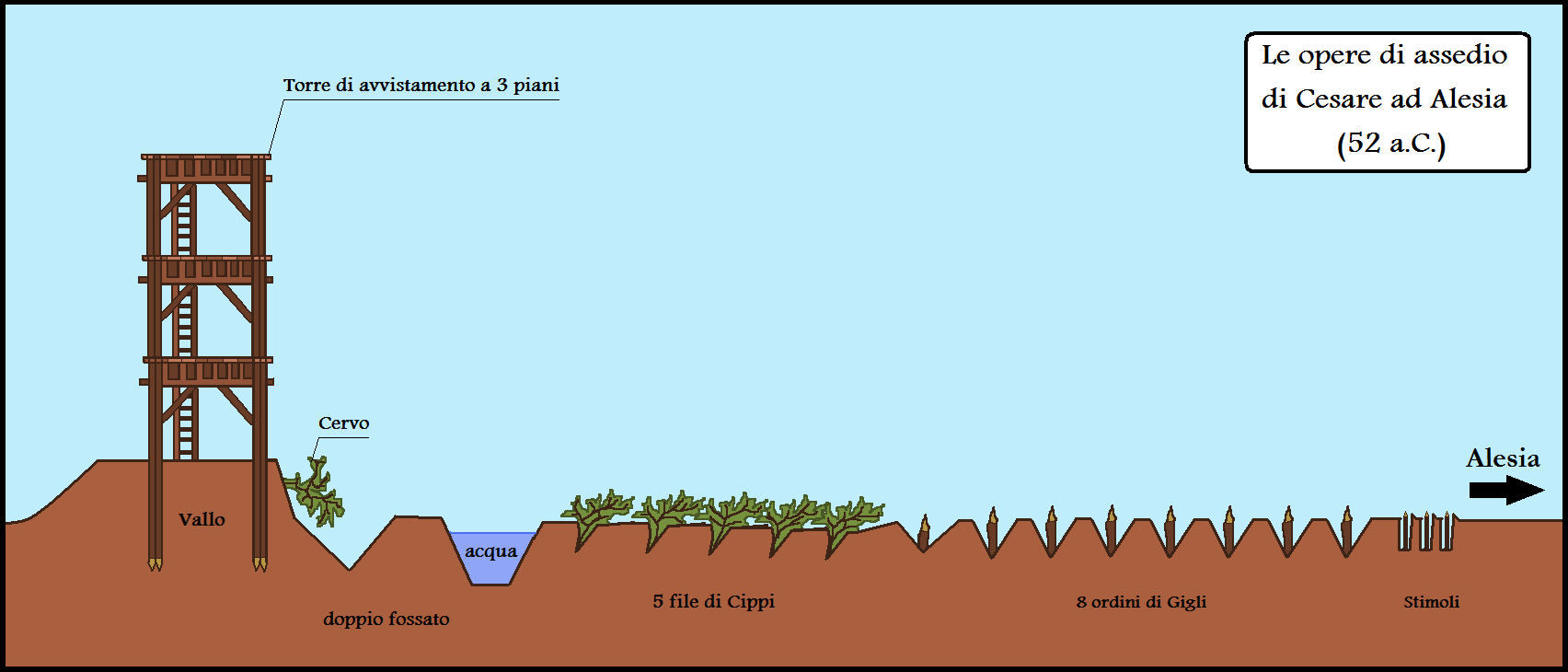
Le fortificazioni di Cesare ad Alesia (52 a.C.) nel corso della conquista della Gallia.

### Assedio nella storia moderna

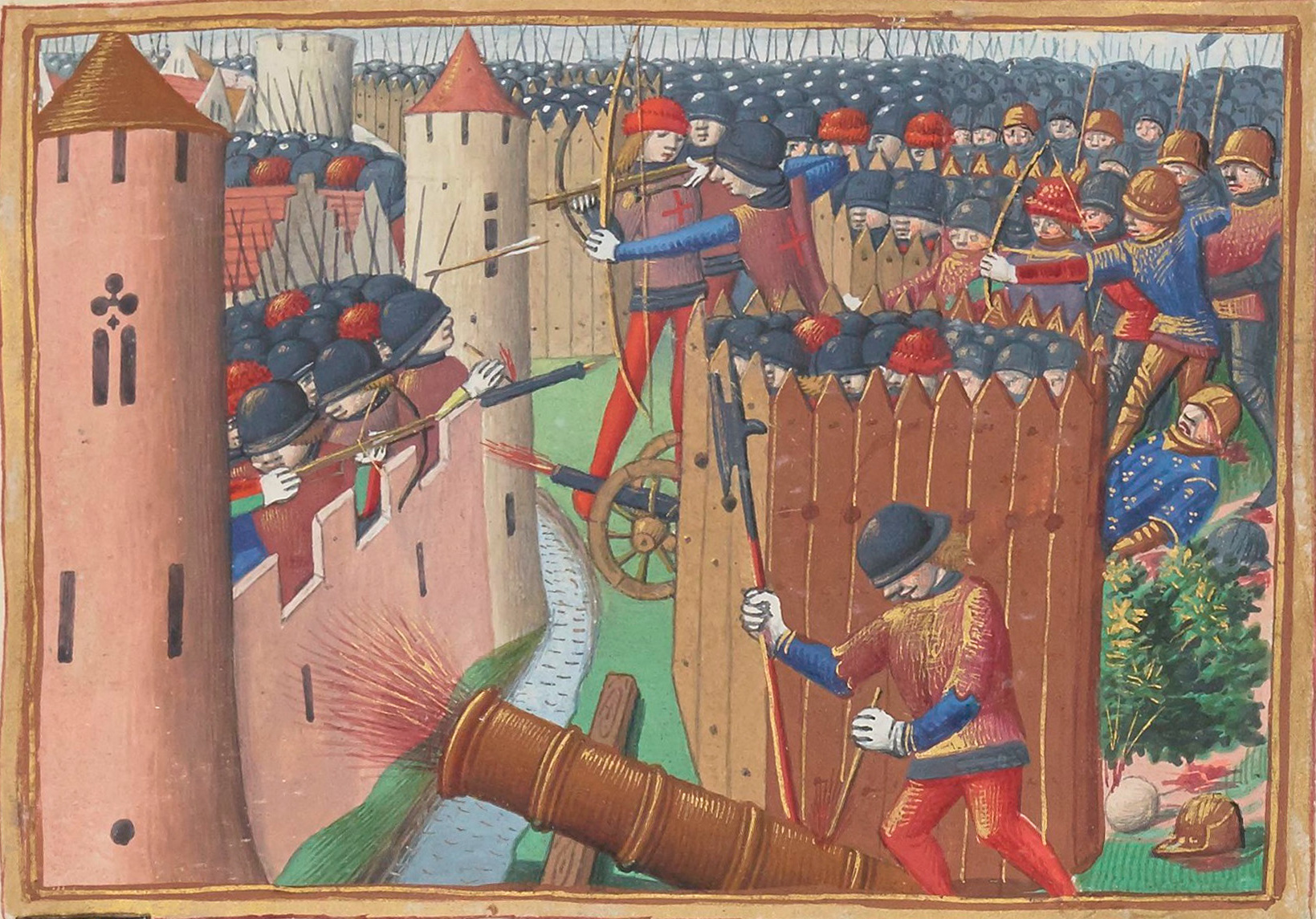
Assedio di Orléans nel 1428-29. L'uso dell'artiglieria accompagna l'assalto alle mura con torri mobili

Anche in età moderna l'assedio di città e fortezze costituisce un atto bellico molto frequente. Nella Francia del XVII secolo, sotto Luigi XIV, la guerra era intesa quasi esclusivamente come una serie di assedi e controassedi: le poche battaglie campali furono combattute quasi sempre attorno ad una fortezza da assediare o da soccorrere.
Uno dei primi casi di assedio alle fortificazioni "alla moderna", costruite secondo i dettami delle nuove concezioni, fu alla Mirandola dove nel 1551 un gruppo molto ridotto di francesi, alleati con il duca di Parma ed il signore locale, Ludovico Pico, riuscì a resistere ad un esercito dieci volte più numeroso, e dotato di buona artiglieria delle forze congiunte del Papato e dell'Impero. Anche a distanza di anni tra i militari francesi rimase l'espressione «imprenable comme une Mirandole», usata comunemente nella famosa scuola di guerra di Saint Cyr.
La caratteristica principale dell'assedio in età moderna consiste nell'introduzione delle artiglierie a polvere da sparo. Questo elemento diede origine ad una serie di innovazioni e di cambiamenti sia per quanto riguarda le tecniche di investimento delle fortificazioni, sia nella costruzione delle nuove fortezze e nella loro difesa. Machiavelli indica nella spedizione guidata, verso la fine del XV secolo, da Carlo VIII di Francia contro il Regno di Napoli la causa scatenante delle innovazioni in materia di fortificazione. Da quel momento in poi si diffuse in tutta Europa l'utilizzo di artiglierie a polvere da sparo per la difesa e per l'offesa delle fortezze.
In conseguenza di ciò, cambiò radicalmente anche il modo di concepire ed organizzare un assedio, perché il tradizionale attacco frontale alle mura era reso impossibile o estremamente costoso in termini di materiali e vite umane. L'unico modo di superare le nuove fortificazioni (l'assedio statico continuava tuttavia ad essere praticato) era quello di portare l'artiglieria in posizione tale da poter praticare una breccia nelle mura, che doveva essere poi presa con un attacco in forze. Per evitare che i cannoni fossero distrutti prima di poter sparare era necessario scavare trincee e ripari in cui alloggiare artiglierie e serventi al sicuro.
L'assedio in età moderna viene definito assedio scientifico perché vengono utilizzati metodi scientifici e complessi calcoli matematici e geometrici per la progettazione delle fortificazioni, per la loro realizzazione, per il calcolo delle traiettorie dei proiettili dei cannoni, per la durata dei cannoneggiamenti, per il posizionamento delle artiglieri e dei sistemi difensivi, per la progettazione delle trincee dove posizionare le artiglierie degli assedianti, ecc.
Una campagna militare impostata come una serie di assedi, come era diventata consuetudine nell'età moderna, era molto lunga e costosa. Nell'era napoleonica, l'uso sempre maggiore dell'artiglieria riduceva il valore difensivo delle fortificazioni. Avviene un'ulteriore trasformazione del modo di fare la guerra in Europa e si inizia ad affermare la cosiddetta "guerra mobile" dove una singola fortezza non aveva più valore come prima.

### Assedio nella storia contemporanea
A partire dalla Rivoluzione francese e poi sotto Napoleone Bonaparte l'esercito diventa più mobile, in grado di percorrere molti chilometri di marcia al giorno. Le battaglie erano generalmente combattute in campo aperto e le fortezze venivano, quando possibile, aggirate, in quanto l'obiettivo non era più la conquista di una singola piazzaforte ma l'invasione di un territorio. Questo tipo di guerra prevede lo spostamento di una grande massa di uomini e non è raro che le esigenze alimentari dei soldati portino grave danno all'economia delle popolazioni attraversate dall'esercito. Anche quando servivano, iniziati gli assedi, essi duravano mediamente molto meno degli assedi delle epoche precedenti, perché l'uso intensivo dell'artiglieria permetteva uno svolgimento più rapido delle ostilità.

Soldati in trincea durante la battaglia della Somme, luglio 1916. La guerra di trincea conserva molte caratteristiche dell'assedio tradizionale

Ciò ha reso sempre meno necessario un modello di fortezza come quelle rinascimentali ed ha gradualmente trasformato le mura in trincee e le torri in bunker. All'inizio del Novecento, tuttavia, la guerra di trincea può essere considerata una delle ultime forme di assedio. Essa si svolge su scala molto più estesa dell'assedio di una singola fortezza ma conserva molte caratteristiche dell'assedio tradizionale, come l'assalto delle fortificazioni dell'avversario e l'attesa.
L'introduzione, dopo la fine del primo conflitto mondiale, del carro armato, dell'aeroplano e di nuove tattiche per la fanteria hanno orientato nuovamente la guerra verso una maggiore mobilità: una grande linea difensiva, come la linea Maginot in Francia, si rivelò praticamente inutile, allo scoppio della seconda guerra mondiale, contro la Luftwaffe. In quella guerra, tuttavia non mancarono gli assedi, il più famoso dei quali è l'assedio di Leningrado, ma si ricordano anche quelli di Malta, di Sebastopoli e di Tobruch.
Gli assedi caratteristici della seconda guerra mondiale avevano un duplice obiettivo di conquistare una posizione e di tenere sotto scacco le forze nemiche. Essi consistevano nel bloccare la posizione impedendo che giungessero ad essa rifornimenti sia per via terrestre che per via aerea. Per fiaccare la resistenza degli assediati era possibile avvalersi del supporto dei propri aerei bombardieri.
Durante il conflitto del Vietnam le battaglie di Dien Bien Phu (1954) e di Khe Sanh (1968) hanno caratteristiche dell'assedio, in quanto i Viet Minh e i Viet Cong circondarono i loro avversari impedendo loro di ricevere rifornimenti. Ciò con lo scopo di tenere occupati gli avversari mentre le forze del Vietnam settentrionale conducevano l'offensiva del Têt.
Da questi esempi si possono ricavare le caratteristiche degli assedi contemporanei che hanno l'obiettivo di tenere imbottigliate e occupate le forze avversarie, piuttosto che di conquistare la posizione da esse controllata.

## Blocco statico: vincere per fame e per sete
In certi casi, la fame aguzza l'ingegno. Alcuni Traci, bloccati dai rivali su un monte, nutrirono con l'ultimo grano loro rimasto alcune pecore e le lasciarono cadere nelle mani degli assedianti; quando questi, uccidendo gli animali, li trovarono pieni di grano, credettero naturalmente che gli avversari ne avessero in tale quantità da usarlo per alimentare persino gli animali e quindi, scoraggiati, ritennero opportuno togliere l'assedio.
Questa vicenda ha ispirato racconti simili riferiti ad assedi medioevali del tutto leggendari, come la celebre vicenda legata all'assedio di Carcassonne, o ha contribuito ad arricchire di nuovi favolosi particolari assedi realmente avvenuti.
In origine, le opere d'assedio consistevano essenzialmente nell'interrompere il rapporto tra pòlis e chòra, in modo da privare la città dei rifornimenti. Ciò avveniva mediante la presenza dell'esercito assediante di fronte alle mura avversarie. Le città erano circondate da muri di controvallazione e l'assedio consisteva essenzialmente in una lunga attesa del cedimento dell'equilibrio politico o dell'esaurimento delle scorte alimentari e idriche cittadine.
Anche nei primi secoli del Medioevo, per una scarsa conoscenza delle tecniche d'assedio o per insufficienza di uomini e mezzi, gli assedi consistevano in un semplice accerchiamento della posizione che si voleva conquistare, attuando un blocco statico delle entrate e delle uscite della posizione assediata. Ciò con il chiaro obiettivo di ridurre l'avversario alla resa per fame o per sete.
Nel Medioevo, però, l'installazione di sistemi di controvallazione era piuttosto rara, perché i costi di tali sistemi erano molto elevati.
Ma anche quando le tecniche poliorcetiche si fanno più sviluppate, le vittorie per fame e per sete non sono affatto rare. Egidio Romano, intorno al 1280, scrive nella propria opera De regimine principum che i modi per prendere una fortezza sono tre. Colonna li elenca in ordine di importanza: sete, fame, battaglia.
Allo scopo di conquistare una fortezza o una posizione per fame, solitamente si iniziavano le operazioni militari in estate, prima che i prodotti del nuovo raccolto fossero stati aggiunti alle scorte degli assedianti. Nello stesso periodo, inoltre, era più facile esaurire le scorte idriche e le piogge sono meno frequenti.
Una città assediata, isolata dal proprio contado e da tutte le sue fonti di sostentamento, correva il rischio di esaurire in poco tempo tutte le proprie risorse alimentari. In queste condizioni, non era possibile provvedere a sfamare anche tutti coloro che non erano combattenti o che non svolgevano un ruolo attivo nella resistenza all'assedio. Non rimaneva altra scelta che espellere le cosiddette "bocche inutili" dalla città.

## La vittoria con la forza

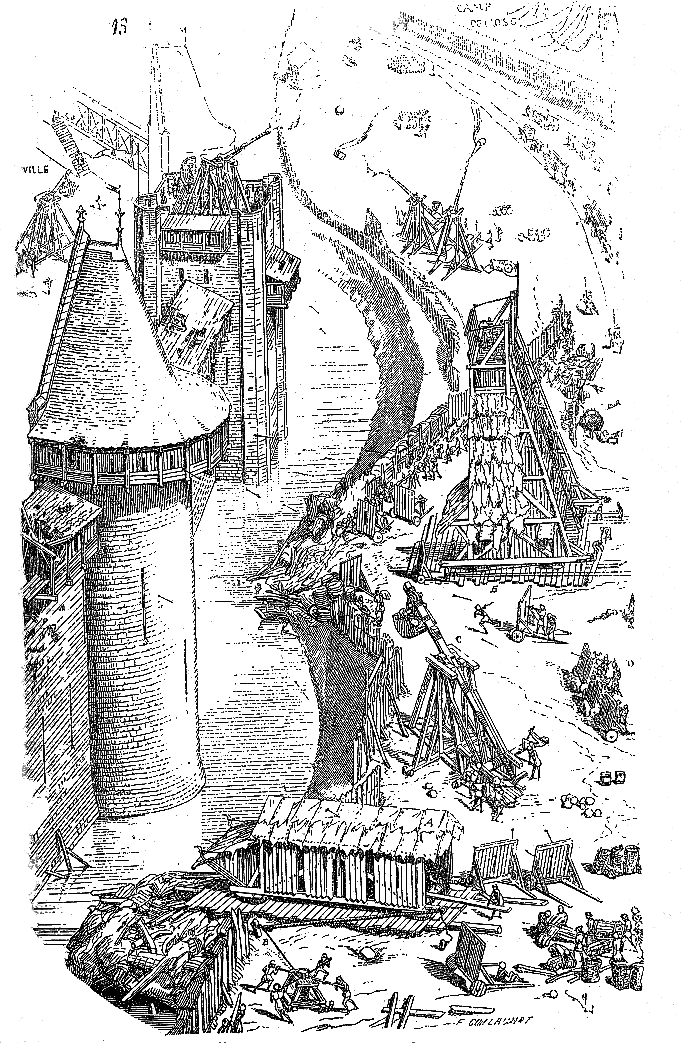
Disegno di un assalto a una fortezza

In epoca classica certamente non mancarono gli assalti alle mura e i tentativi di vincere un assedio con l'uso della forza, ma l'invasione di un territorio giungendo alla conquista di una città era concepita in maniera diversa e autonoma rispetto all'assedio tradizionale. Un cambiamento si ebbe nel 415-414 a.C. durante l'assedio di Siracusa quando un assedio organizzato in maniera tradizionale si tramutò in un assalto frontale.
Nell'immaginario collettivo, l'assedio inteso come aggressione alle mura avversarie, viene visto come l'azione bellica per eccellenza dell'età medioevale. In realtà la maggior parte delle azioni militari in quell'epoca sono costituite da atti di razzia, distruzione e saccheggio. Ma se escludiamo queste, si può constatare come nel Medioevo gli assedi siano effettivamente numericamente superiori alle battaglie combattute in campo aperto.
Prendere una fortezza o una città con la forza, secondo l'ordinamento giuridico medioevale, era differente dal conquistarla per resa degli assediati. Questa maniera di pensare è espressa in modo esemplare dall'ultimatum lanciato da Guido da Albereto nel maggio del 1283, trascritto nelle cronache di Salimbene da Parma: «Consegnatevi a noi e potrete andare incolumi, se invece non accettate e sarete presi con la forza sarete tutti impiccati senza misericordia.»
L'utilizzo delle artiglierie consentiva di non dover affrontare con un assalto diretto le mura avversarie. Era possibile tentare di aprire una breccia nelle fortificazioni attraverso le quali era possibile penetrare con i propri soldati.
In diverse epoche, per incentivare i combattenti che si lanciavano all'assalto di una postazione assediata, i comandanti degli eserciti erano soliti offrire dei premi a chi per primo fosse riuscito ad entrare nella fortezza nemica. Era, inoltre, riconosciuta ai più valorosi una parte maggiore del bottino accumulato durante il saccheggio che spesso seguiva la conquista con la forza di una città.

### La scalata delle mura
La scalata delle mura per mezzo di scale era, di solito, effettuata in azioni di sorpresa, specialmente di notte. Ma l'attacco per scalata comprendeva anche coraggiosi e spettacolari assalti compiuti in presenza del nemico. Questo genere d'attacco era largamente utilizzato negli assedi durante la prima crociata.
Tentare di scalare le mura appoggiandovi delle scale, sostenuti dal tiro di arcieri, balestrieri o frombolieri, era un modo di conquistare una fortezza tatticamente semplice e diretto, ma fortemente rischioso e di rara riuscita.
La scalata delle mura aveva maggiori probabilità di riuscita se effettuata di sorpresa e di notte: Roberto il Guiscardo riuscì ad entrare nelle città di Palermo nel 1071 e di Roma nel 1084 appoggiando le scale in parti poco sorvegliate delle mura e aprendo le porte dall'interno.

### Il fuoco
Il fuoco era largamente utilizzato in molte azioni belliche, sia per il suo potere distruttivo che per quello intimidatorio. Non si hanno notizie particolareggiate sul suo utilizzo, ma è lecito pensare che si utilizzasse per sollecitare i punti più deboli delle fortificazioni o delle abitazioni.
Oltre il "fuoco semplice" ottenuto dalla combustione di legna era possibile utilizzare il temibile "fuoco greco" che non poteva essere spento se non con l'aceto. Non si conosce molto della composizione di tale fuoco (chi all'epoca conosceva questa informazione la teneva gelosamente segreta), tranne la sua origine bizantina.
Il fuoco, tuttavia, una volta appiccato, era pericoloso anche per chi lo aveva provocato. Non era raro che il fuoco che si era appiccato ostacolasse l'avanzata.
L'utilizzo del fuoco in azioni belliche non era considerato un atto poco cavalleresco nonostante i suoi terrificanti e distruttivi effetti.

### I tunnel
Quando le condizioni del terreno lo consentivano, era possibile tentare di minare le mura dalle fondamenta per farle crollare ed avere libero accesso alla città o alla fortificazione assediata.
Si scavava un tunnel nella terra, partendo da un punto nascosto agli occhi del nemico, e scavando più in profondità di un eventuale fossato. Il tunnel era sostenuto da paletti di legno e quando arrivava al disotto delle mura, si appiccava il fuoco ai paletti in modo da provocare il crollo delle mura. Il ricorso a tunnel scavati sotto le mura era diffuso anche nella metà del XV secolo. Il loro crollo veniva provocato con la polvere da sparo.
La galleria poteva anche proseguire oltre la cerchia, in modo da sbucare direttamente nella città o nel castello assediato in simultaneità con la caduta delle mura.
Relativamente diffuso, nel corso degli assedi in età moderna, era lo scavo di trincee che consentivano di avvicinarsi alle fortificazioni avversarie, al riparo dal tiro difensivo.

### Il tradimento
Per superare una situazione di inferiorità militare, l'assediante poteva cercare di corrompere qualcuno all'interno della fortezza nemica, in modo da riuscire ad entrarvi con l'inganno e il tradimento. I traditori, se scoperti e catturati, erano sottoposti a pene di particolare ferocia allo scopo di scoraggiarne l'esempio punendo anche con morte

## L'uso delle macchine da guerra
Le macchine d'assedio, grazie all'inventiva di diversi ingegneri militari, divennero sempre più imponenti e complesse. Durante le sue campagne militari, Alessandro il Grande utilizzò torri d'assedio e catapulte di notevoli dimensioni. Celebri rimangono per la loro dimensioni le macchine di Demetrio I Poliorcete, usate durante l'assedio di Rodi (305 a.C.-304 a.C.). Nel 1018, Roberto il Guiscardo fece costruire per l'assedio di Durazzo una imponente torre mobile che aveva sulla sua sommità delle macchine capaci di lanciare pietre. Questo allestimento serviva anche per impressionare gli assediati, ma non sempre l'efficacia concreta di tali macchine era molto elevata.
L'origine delle grandi macchine costruite a scopi ossidionali risale al IV secolo a.C., quando, anche grazie al celebre trattato di Enea Tattico, inizia la produzione di macchine che colpiscono direttamente le mura nemiche o appoggiano l'azione della fanteria.
I cronisti che descrivevano gli assedi, soffermavano la loro attenzione principalmente sull'aspetto spettacolare e impressionante dell'utilizzo delle macchine da guerra durante un assedio. Per questa ragione, ben poco si conosce dei progetti operativi che venivano utilizzati in assedi con queste macchine.
La costruzione di questi imponenti e complicati macchinari, il loro trasporto e la loro custodia per evitare che il nemico li distruggesse in una eventuale sortita, richiedeva una organizzazione complessa e dei costi elevati. Questo spiega la relativa rarità delle macchine d'assedio nell'antichità e nel Medioevo. Gli artigiani che le realizzavano attribuivano loro dei nomi propri come si fa con le navi.

### Arieti
Per conquistare una posizione assediata era indispensabile potersi avvicinare ad essa. A questo scopo erano largamente utilizzati dei grandi scudi per proteggere i tiratori o delle testuggini per consentire agli assedianti di spianare il terreno, colmare l'eventuale fossato o per agire direttamente sulla base delle mura. All'interno della testuggine era possibile montare un ariete.
L'ariete è uno strumento d'assedio di origine molto antica. Poteva raggiungere dimensioni anche molto grandi ed essere in grado di infliggere gravi danni alle mura. Il suo utilizzo era concentrato soprattutto contro le porte urbane per cercare di aprire un varco, o contro gli spigoli vivi delle mura con l'intento di provocarne il crollo.

### Torri mobili

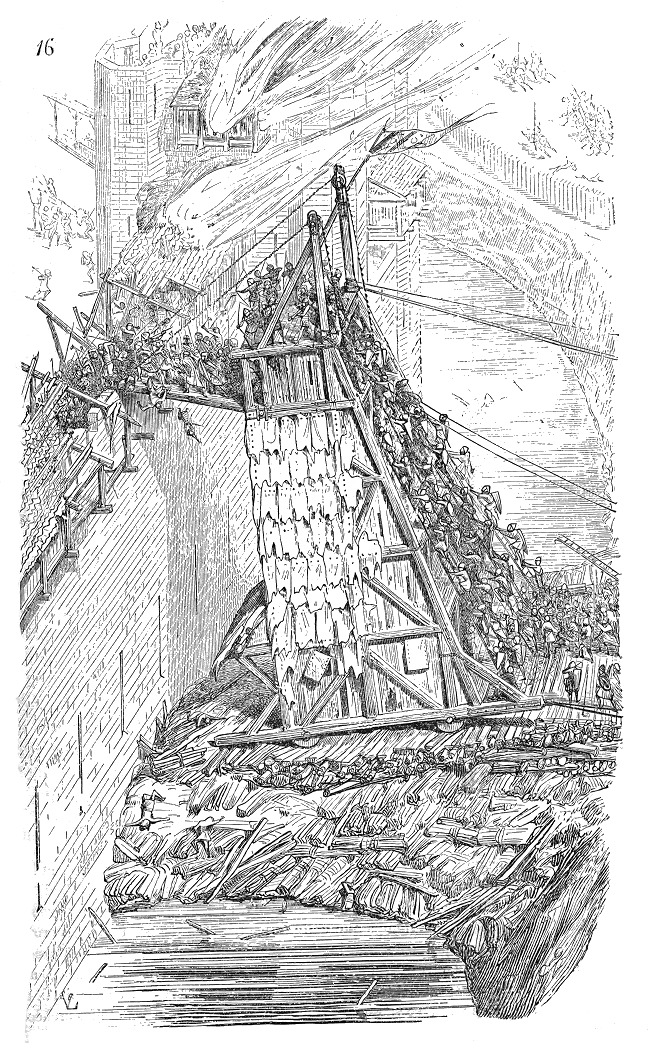
Assalto con l'uso di una torre mobile

Le torri mobili colpivano sicuramente l'attenzione dei cronisti per la loro possanza e la loro altezza, superiore a quella delle mura della città assediata. Di importanza fondamentale, per i costruttori delle torri mobili, era conoscere l'altezza delle fortificazioni avversarie nella maniera più accurata possibile.
Il loro utilizzo era già diffuso in età classica e continuò per tutto il Medioevo e anche oltre, quando insieme con le macchine da lancio tradizionali, si erano ormai affermate le nuove artiglierie a polvere pirica.

### Artiglierie
Le macchine da getto (baliste e catapulte) erano presenti già in età antica. L'introduzione delle artiglierie comportò per la prima volta, accanto ai tradizionali reparti di fanteria o cavalleria, l'inserimento nel quadro dell'esercito di reparti specializzati nella realizzazione e nel funzionamento delle artiglierie.
Le imponenti macchine in grado di lanciare grandi macigni contro le fortificazioni avversarie potevano distruggere intere abitazioni e uccidere i combattenti allo scoperto o al riparo dietro le merlature. Difficilmente, però, causavano il crollo di mura o di torri. Per questa ragione, Teodoro di Monferrato all'inizio del Trecento consiglia espressamente di non dirigere il tiro sulle mura.
Non conosciamo molto della grandezza dei proiettili scagliati da queste macchine d'assedio o sulla loro cadenza di tiro. Nell'agosto del 1147 gli Anglo-normanni, durante l'assedio di Lisbona, costruiscono due mangani a trazione. Il cronista di quegli scontri racconta come in dieci ore furono scagliate cinquemila pietre; in questo eccezionale caso la cadenza di tiro superò un colpo al minuto. Non conosciamo, tuttavia, né il calibro dei proiettili lanciati né i risultati raggiunti da quell'azione.
Dal XIII secolo, si diffonde in Europa il trabucco, un'altra grande macchina d'assedio capace di lanciare grossi e pesanti macigni. Le innovazioni apportate da questa macchina, dal meccanismo a contrappeso relativamente semplice da realizzare, la rendono molto più potente delle precedenti macchine da lancio, tanto da permettere, a detta dei cronisti, il crollo di un'intera torre con il lancio di un solo pesante macigno.

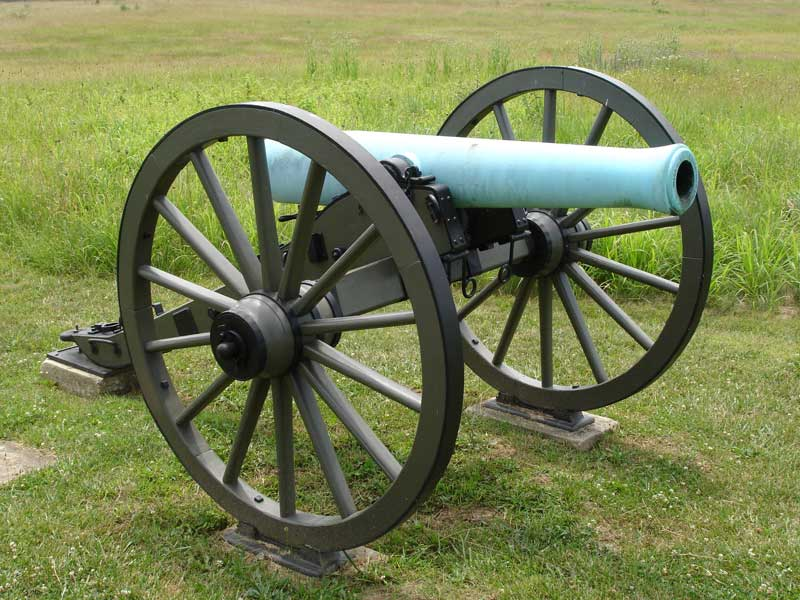
Pezzo d'artiglieria di era napoleonica

L'introduzione della polvere nera e l'uso dei cannoni hanno determinato una nuova età nella guerra di assedio. Si ha notizia delle prime armi a polvere pirica sin dal XII secolo, ma il loro utilizzo si diffuse largamente a partire dal Quindicesimo secolo. Proprio questa diffusione, all'inizio dell'età moderna, delle artiglierie a polvere da sparo è la causa dei rapidi e profondi cambiamenti nelle tecniche ossidionali occidentali che si verificarono in quell'epoca.
La caratteristica dei primi cannoni era quella di essere in grado di proiettare verso le fortificazioni nemiche proiettili più grossi a velocità più elevata e con maggior potere devastante. Un altro vantaggio era costituito dal fatto che potevano essere ricaricati più velocemente consentendo una maggiore cadenza di tiro. C'è però da dire che le prime macchine del genere non sempre funzionavano perfettamente, potevano incepparsi o addirittura esplodere provocando la morte dei serventi al pezzo d'artiglieria.

## Teoria e pratica
Un problema di fondamentale importanza come l'offesa o la difesa della città non ha mancato, in ogni epoca, di indurre pensatori a riflettere sulle problematiche relative all'assedio. Già Aristotele e Platone avevano meditato sull'opportunità o meno di dotare la città di mura e Senofonte aveva suggerito degli accorgimenti per migliorare la difesa di Atene.
Nel IV secolo a.C., con la nascita dei primi attacchi diretti alle mura di una città, Enea Tattico scrive a proposito degli accorgimenti e delle tattiche che si devono adottare nella difesa e nell'attacco di una città. La sua opera è considerata fondamentale nella poliorcetica, cioè lo studio teorico dell'assedio. Diversi furono, nel corso dei secoli, gli studiosi (fra i quali ricordiamo anche Galileo Galilei) che si dedicarono allo studio degli stessi problemi cercando sempre nuovi sviluppi per le tecniche ossidionali di attacco e di difesa. Nel XV secolo l'architetto italiano Leon Battista Alberti fu uno dei primi che scrisse al riguardo delle misure da prendere per contrastare le nuove artiglierie a polvere da sparo. Egli teorizza la costruzione di fortezze con mura irregolari (escludendo i lunghi tratti rettilinei), basse e spesse.
In tutta l'età classica, si moltiplicarono gli studi dedicati alla costruzione delle macchine d'assedio e alle macchine per la difesa; quelli riguardanti la tattica di un assedio; quelli che indicavano gli accorgimenti da adottare nella costruzione delle fortificazioni in modo tale da tener conto dello sviluppo delle macchine d'assedio; quelli che narravano di assedi storici o fantastici nei quali venivano adottati stratagemmi vincenti da parte dei difensori o degli attaccanti. Questi scritti furono studiati anche dai poliorceti medioevali.
La persona incaricata di organizzare e di gestire un assedio era detta "architetto" o "ingegnere". Era un ruolo di notevole responsabilità con mansioni molto delicate. Gli ingegneri militari, erano dei semplici artigiani che acquisivano la capacità di costruire e governare le macchine d'assedio grazie alla pratica e trasmettevano le proprie conoscenze per via orale, da maestro di bottega ad apprendista, o da padre in figlio. Il fondamentale ruolo degli ingegneri, tuttavia, non era considerato all'altezza di quello di un guerriero e il fatto di applicarsi a questioni di carattere tecnico e pratico non consentiva loro nemmeno di assumere un prestigio da intellettuale. Anche per queste ragioni, conosciamo pochi nomi di ingegneri militari.
Intorno alla metà del XII secolo, il crescente sviluppo della poliorcetica medioevale, indusse i cronisti militari a mettere in risalto l'importanza degli ingegneri militari e dalle macchine da loro costruite. Molti signori compresero che avere al proprio servizio ingegneri più validi poteva significare avere la meglio in un assedio. Diversi di loro abbandonarono il tradizionale disprezzo verso le arti tecniche e cominciarono ad interessarsi personalmente alla progettazione e alla realizzazione della macchine.
Anche Leonardo da Vinci, si dedicò alla progettazione di macchinari da utilizzare durante azioni belliche.
Notevole prestigio acquisirono, nel corso del Rinascimento, gli ingegneri militari che si dedicarono allo studio e alla realizzazioni del nuovo tipo di fortificazione, con uso di bastioni, caratteristica dell'età moderna. Fra i più noti, si distinguono i fratelli Antonio e Giuliano da Sangallo e Francesco di Giorgio Martini.
Verso la fine del Seicento si ricordano il Barone Menno van Coehoorn, massimo esponente della cosiddetta scuola fiamminga, e Sébastien Le Prestre de Vauban, Capo Ingegnere Militare di Luigi XIV.

## La difesa in un assedio
La prima cosa su cui deve fare affidamento il difensore è la resistenza della fortezza, delle sue mura, delle torri e dei fossati. La resistenza delle strutture difensive fu messa a dura prova dall'avvento delle artiglierie a polvere da sparo che si facevano sempre più potenti e facili da trasportare. Queste artiglierie erano in grado di abbattere in poco tempo qualsiasi muro perpendicolare al terreno. Nel 1453, durante l'assedio di Costantinopoli, i cannoni di Maometto II rasero rapidamente al suolo le mura della città concepite con metodi medioevali.

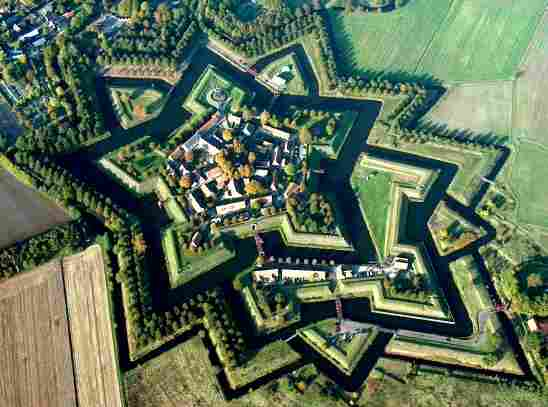
Fortificazioni di Bourtange, nei Paesi Bassi, restaurate alla situazione del 1750

Ciò rese necessario un mutamento radicale nelle tecniche di costruzione delle fortezze irrobustendo ed abbassando le mura non più perpendicolari al suolo, con la riduzione degli angoli e l'installazione di pezzi d'artiglieria sul vertice di bastioni sporgenti dalle mura; venne così superato il modello di mura medioevale perpendicolare al suolo, molto alto e relativamente poco spesso, caratterizzato dal coronamento sporgente che consentiva il lancio di materiale sugli assalitori. Le torri a base quadrata vennero sostituite da torri a base rotonda perché gli spigoli erano facilmente danneggiabili dal tiro dei cannoni.
Queste nuove fortezze, di solito poligonali, vengono dette "alla moderna" vengono ancora utilizzate nell'Ottocento o addirittura nella prima guerra mondiale.
Il difensore deve, poi, provvedere in tempo ad accumulare scorte di cibo, di acqua, di munizioni e di materiali di ricambio. Negli assedi delle città era consuetudine cacciare tutti coloro che non potevano essere utili alla resistenza.
Un'altra cosa, su cui può fare conto il difensore, è la disorganizzazione degli attaccanti. Molto frequenti erano i casi in cui un esercito rinunciava ad iniziare un'azione di assedio perché mettere il blocco ad una città era un'operazione che richiedeva conoscenze e tecniche non alla portata di tutti ed un gran numero di uomini e mezzi. Tutto questo apparato, poi, doveva essere sostenuto per tutto il tempo in cui l'assediante riusciva a resistere. Le esigenze legate al vettovagliamento di un grande esercito assediante non sono certo inferiori a quelle di una guarnigione assediata. Se gli assedianti non riuscivano più a trovare cibo erano costretti a togliere l'assedio.
Il difensore poteva poi operare in modo da contrastare ogni mossa del proprio avversario.

### Difesa piombante

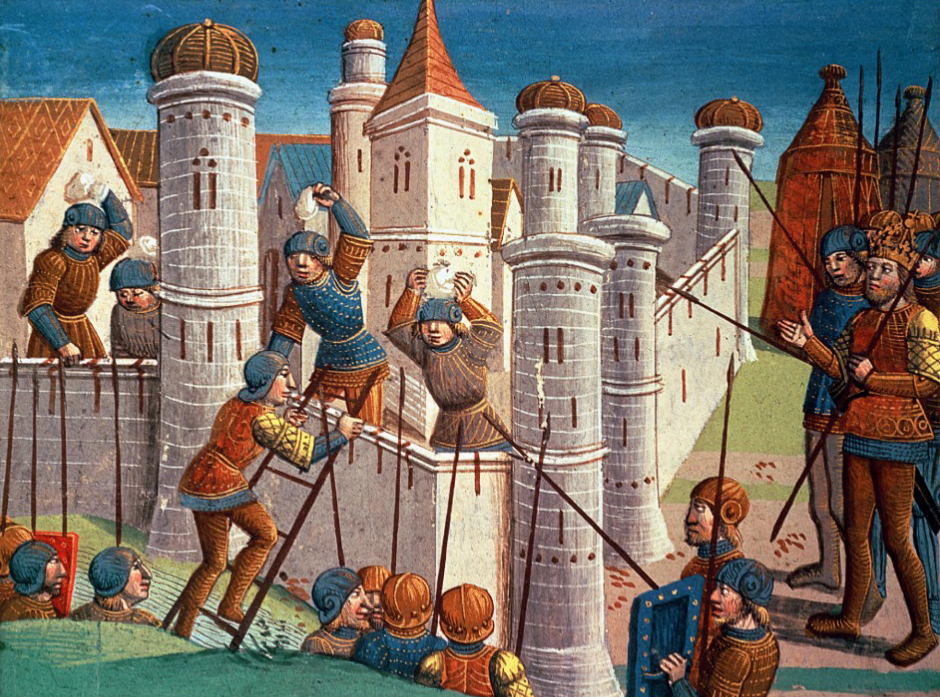
I difensori di Costantinopoli impegnati a respingere un assalto

La tecnica della "difesa piombante" consisteva nel far cadere sul nemico assediante (oramai prossimo alle mura difensive), sia liquidi infiammabili o bollenti, sia materiali solidi come laterizi o pietre. A volte, in emergenza da assedio, i materiali venivano smontati dalla stessa fortificazione nei punti non esposti all'attacco. L'eventuale scarpatura della fortificazione riceve il materiale in caduta facendolo rimbalzare in avanti, di fronte al nemico.
I difensori, per impedire la scalata delle mura e per intralciare le operazioni degli avversari, potevano lanciare ogni cosa contro il nemico: proiettili solidi e incendiari, calce liquida, acqua o olio bollenti e addirittura barili di escrementi.
Alcuni storici hanno messo in dubbio l'effettivo uso dell'olio bollente lanciato dalle mura durante la difesa da un assedio: l'olio era molto costoso e disponibile solo in quantità ridotta. Nelle zone mediterranee, tuttavia, è lecito supporne l'utilizzo in azioni belliche.
Più utilizzate, invece, erano le carbonaie, fosse in cui venivano posti carbone o altri materiali infiammabili che, quando venivano incendiati, costituivano un freno all'avanzata del nemico.

### Tiro dalle mura
Era possibile rispondere al lancio delle artiglierie degli assedianti con quello delle proprie artiglierie. Già in epoca antica e medioevale esistevano delle grandi balestre o dei mangani che potevano essere montati sulla cima delle torri. Con la diffusione della polvere da sparo, l'uso delle artiglierie a scopo difensivo si fece molto più diffuso e vennero sviluppate varie tecniche di tiro dalle mura per contrastare l'attacco degli assedianti.

#### Tiro ficcante
A cavallo tra il XV ed il XVI secolo vi fu una profonda evoluzione nell'arte di costruire opere difensive, culminata con la nascita delle rocche di transizione, all'interno delle quali i cannoni ad avancarica (bombarde) ubicati nelle bombardiere venivano posti lungo il muro di difesa tra due torri d'angolo. Venne sviluppata la tecnica del "tiro ficcante": essa prevedeva semplicemente che i cannoni sparassero contro il nemico che si avvicinava alle difese frontalmente, letteralmente ficcando la palla nel mucchio di armigeri che fronteggiava la fortificazione.

#### Tiro di fiancheggiamento
Nelle rocche di transizione, insieme alla tecnica del tiro ficcante nacque anche quella del "tiro di fiancheggiamento": i cannoni venivano posti all'interno delle torri d'angolo per poter effettuare il tiro sparando ai fianchi del nemico che fronteggiava il muro di difesa. La traiettoria della palla, partendo dalla bombardiera di una torre angolare, attraversava diagonalmente il campo passando di fronte alla successiva torre sfiorandola, fino a raggiungere il gruppo di assedianti. Viceversa dall'altra torre i colpi fiancheggianti delle bombarde si incrociavano con quelli della precedente, andando a colpire il fianco opposto del nemico.

#### Tiro contro le macchine da guerra
Spesso i difensori prendevano di mira le macchine da guerra nemiche che assediavano la fortificazione. Il metodo più utilizzato per combatterle era incendiarle o distruggerle. Si poteva lanciare il fuoco dalle mura o appiccarlo alle macchine in rapide sortite, normalmente notturne. Se il difensore riusciva a incendiare o distruggere le macchine dell'avversario, quest'ultimo avrebbe subito un duro colpo, sia per la perdita del potenziale offensivo del suo esercito, sia per gli effetti sul morale degli uomini. L'esito di un tentativo di incendiare le macchine dell'assediante poteva spesso rivelarsi decisivo per l'esito dell'intero assedio, per questa ragione le macchine utilizzate nel Medioevo durante gli assalti alle mura nemiche erano protette dal fuoco coprendole di terra, di pelli di buoi o di materiali spugnosi imbevuti d'aceto.

### Gallerie di contromina
Dalla fine del XV secolo, con l'impiego crescente della polvere da sparo nelle azioni belliche, si diffuse una nuova strategia durante gli assedi: le forze assedianti scavavano una galleria sino a penetrare al di sotto delle mura; poi il percorso sotterraneo veniva minato e fatto saltare, facendo crollare la struttura difensiva sovrastante. Per questo motivo, questo tipo di galleria veniva chiamato "galleria di mina". Per impedire ciò, vennero ideate le gallerie di contromina, che correvano lungo il perimetro esterno delle fortificazioni, per intercettare gli eventuali scavi nemici. A volte le gallerie di contromina erano dotate di una poterna aperta verso l'esterno, per sortite.
Era possibile che il nemico scavasse gallerie anche per sbucare oltre le mura, e per prevenire questa eventualità si scavavano dei fossati profondi e possibilmente pieni d'acqua. Se si intuiva che il nemico era intento a scavare una galleria di mina, era possibile iniziare a scavarne un altro per intercettarlo e riempirlo d'acqua. Per tentare di scoprire eventuali lavori di scavo di gallerie, erano sovente utilizzati catini d'acqua o larghi tamburi sui quali venivano poste alcune palline di terra cotta, tramite i quali si potevano cogliere eventuali vibrazioni della cinta muraria.

### La fuga
Al difensore che si vedeva senza speranza di vittoria, ma che non voleva arrendersi al nemico, non restava altra possibilità che fuggire. La fuga avveniva di solito di notte, calandosi dalle mura o aprendo delle brecce alla loro base. I racconti e miti legati ai castelli medioevali narrano spesso di tunnel di fuga. In realtà, pur esistendo, erano piuttosto rari.
Talora interi gruppi di fortezze caddero, sotto una specie di effetto domino, in seguito al panico che si diffuse tra i difensori. Durante la conquista normanna della Puglia e della Sicilia, gli invasori adottavano solitamente la tecnica di concentrare i loro sforzi contro una fortezza e quando riuscivano a conquistarla, vi irrompevano depredando, distruggendo e saccheggiando tutto ciò che incontravano. Di conseguenza, le vicine fortezze, vedendo ciò che sarebbe loro toccato se avessero resistito agli invasori, si sottomettevano spontaneamente al potere dei Normanni.

## Effetti psicologici di un assedio
Al di là della sua reale efficacia militare, la guerra d'assedio aveva un forte valore anche dal punto di vista della pressione psicologica esercitata sugli avversari. Diversi sono i mezzi utilizzati per impressionare l'avversario assediato e indurlo alla resa: si andava dallo spiegamento e le scenografie dimostrative di uomini e di mezzi, all'ostentazione della propria potenza e determinazione.
Le grandi macchine utilizzate durante gli assedi potevano essere utilizzate per indurre negli assediati una notevole pressione psicologica. I trattatisti di poliorcetica suggerivano di utilizzare senza sosta le artiglierie, con rumori improvvisi, di giorno e anche di notte: il buio amplifica l'effetto terrorizzante. Le macchine da lancio potevano essere utilizzate anche per lanci "non convenzionali" a puro scopo intimidatorio; si parla, non solo nell'età antica, anche di lancio di teste dei nemici caduti o di carcasse di animali malati in modo da diffondere la malattia all'interno delle mura.
Durante un assedio, far credere all'avversario che le sue mura erano minate e che stavano per cedere, poteva svolgere un ruolo determinante. Anche il fuoco ha un notevole valore intimidatorio e veniva largamente utilizzato per piegare la resistenza dell'avversario.

## Alcuni assedi famosi della storia
- Assedio di Troia

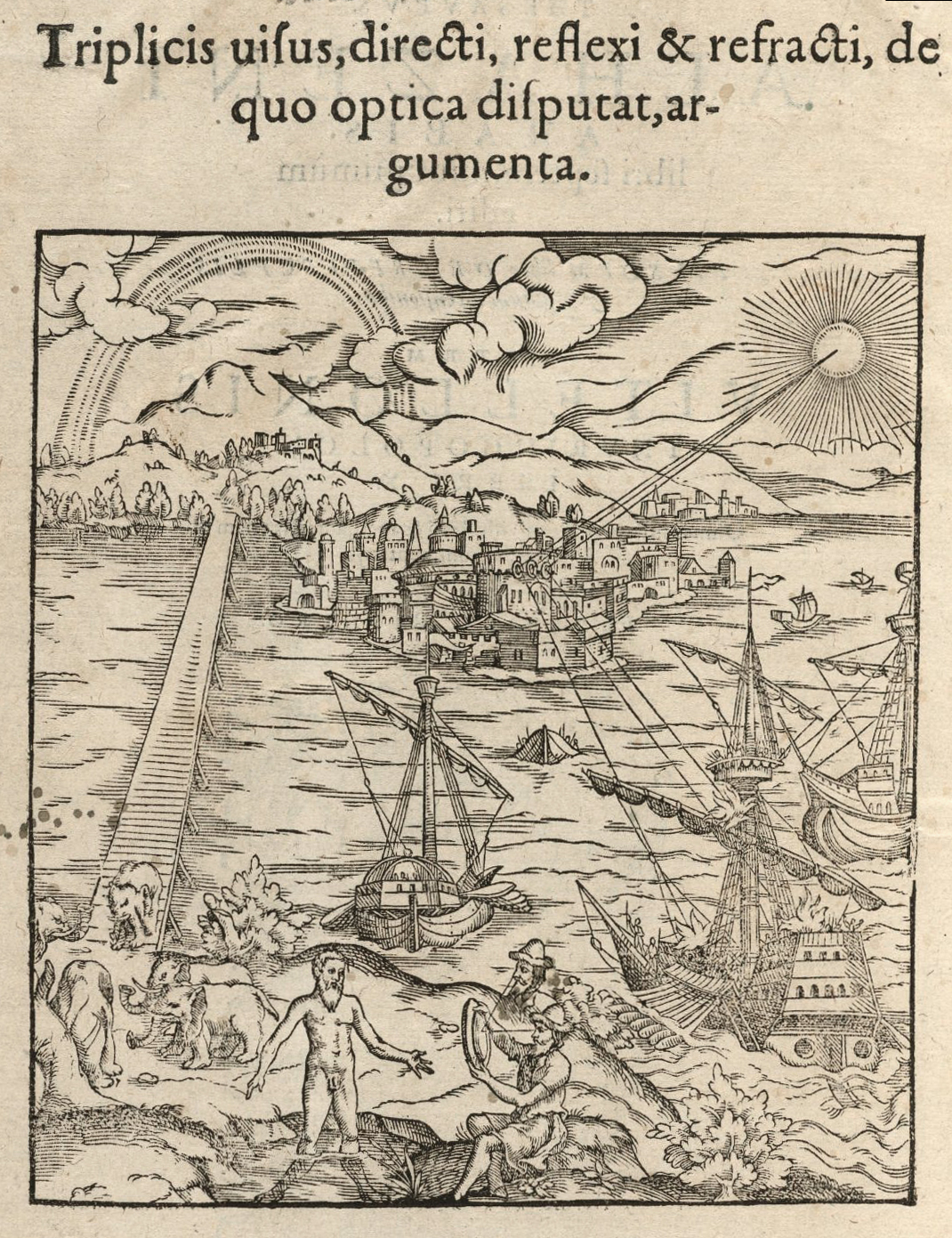
Assedio romano di Siracusa, 212 a.C.; nella foto si può notare l'utilizzo dei raggi solari contro le navi romane, tecnica progettata dallo scienziato Archimede

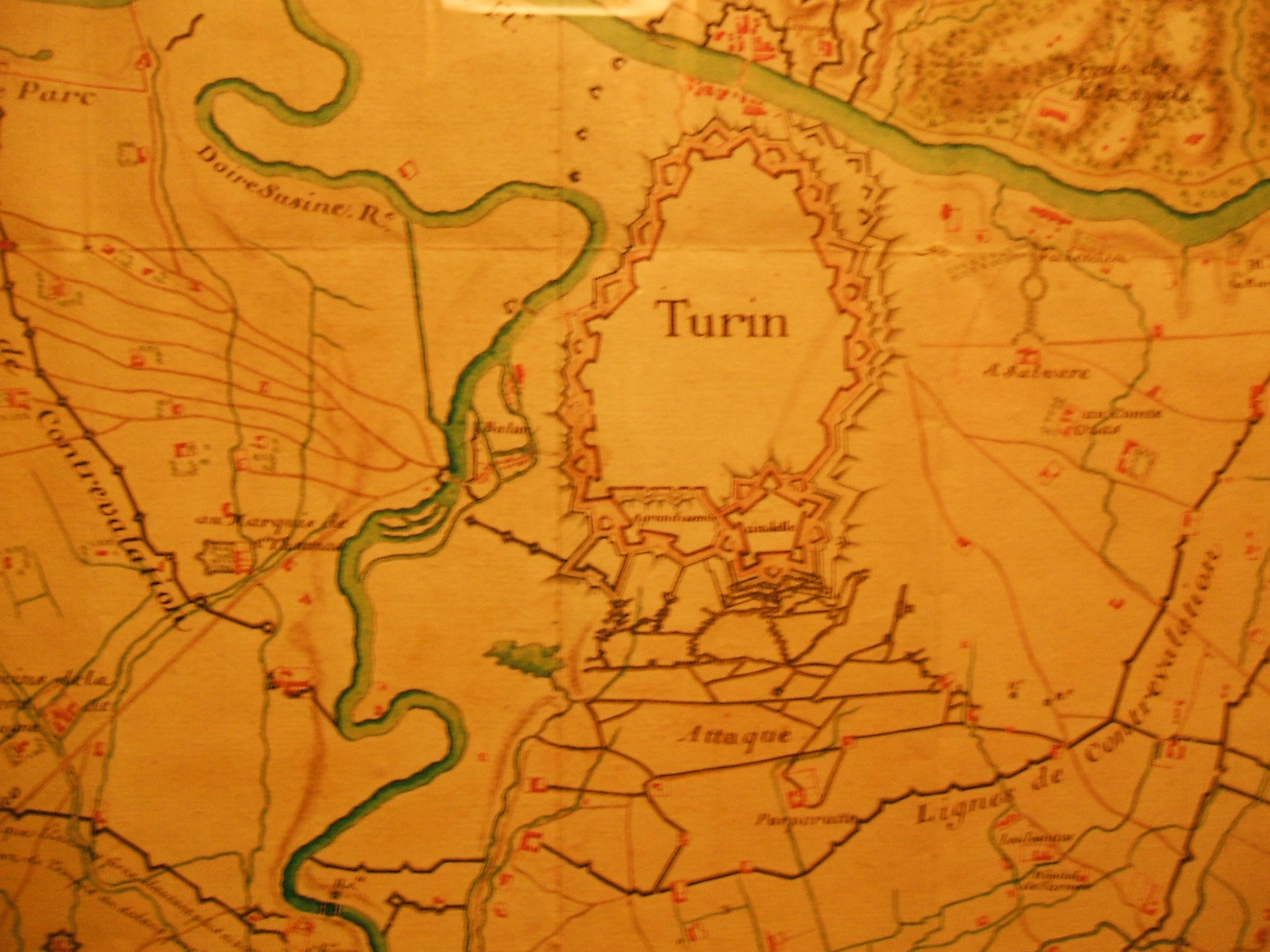
Progetto francese per l'assedio di Torino nel 1706

- Assedio ateniese di Siracusa (413 a.C.)
- Assedio di Selinunte (409 a.C.)
- Assedio di Veio (396 a.C.)
- Assedio reciproco tra Siracusa e Cartagine (311 a.C.)
- Assedio romano di Siracusa (212 a.C.)
- Assedio di Cartagine (146 a.C.)
- Battaglia di Alesia (52 a.C.)
- Assedio romano di Gerusalemme (70)
- Assedio di Masada (73)
- Sacco di Roma (410)
- Assedio bizantino di Roma (537-538)
- Assedio di Gerusalemme (1099)
- Assedio di Ancona (1173)
- Assedio di Béziers (1209)
- Assedio di Damietta (1218-1219)
- i due assedi di Rodi (1480 e 1522)
- Assedio della Mirandola (1551)
- Assedio di Costantinopoli (1453)
- Assedio di Malta (1565)
- Assedio di Famagosta (1571)
- Assedio di Candia (1647-1669), forse il più lungo della storia
- Assedio di Vienna (1683)
- Assedio di Torino (1706)
- Assedio di Bard (1800)
- Assedio di Fort Alamo (1836)
- Assedio di Roma (1849)
- Assedio di Venezia (1849)
- Assedio di Sebastopoli (1854-1855)
- Assedio di Gaeta (1860)
- Assedio di Port Arthur (1904-1905)
- Assedio di Leningrado (1941-44)
- Assedio di Sebastopoli (1941-1942)
- Assedio di Groznyj (1994-1995)
- Assedio di Sarajevo (5 aprile 1992 - 29 febbraio 1996)
- Assedio di Falluja (2004)
- Assedio di Mariupol (2022)
- Assedio di Bachmut (2022-2023)